# SimCity: BuildIt
SimCity: BuildIt è un videogioco di simulazione, pubblicato dalla Electronic Arts il 22 ottobre 2014 e disponibile per Android e iOS.

## Modalità di gioco
Il gioco è un free-to-play, con acquisti in-app. Esso utilizza musica e grafica simili al gioco SimCity 2013, anche se è leggermente ridimensionato per adattarsi alle capacità grafiche dei dispositivi iOS e Android. Un nuovo utente inizia a giocare con 25 000 simoleon e 50 SimCash a disposizione. Non c'è una zonizzazione predefinita, gli edifici vengono spostati manualmente. Gli edifici commerciali e industriali producono articoli, richiesti dalle zone residenziali per passare a una maggiore densità abitativa. Le fabbriche possono essere aggiornate, anche se è necessario demolire l'edificio originale quando non produce nulla, quindi sostituirlo con uno nuovo.
Ci sono anche edifici speciali basati su tornei stagionali e basati su vacanze come Natale, Capodanno, San Valentino, Pasqua, Halloween. Ogni stagione ha una durata di tre mesi. Durante ciascuna di esse, vi sono categorie di edifici disponibili per un periodo limitato, come ad esempio studi cinematografici, edifici del parco dei divertimenti, edifici del selvaggio west, edifici speciali, edifici universitari extra, edifici di parata ed edifici basati su eventi promozionali del mondo reale. Questi edifici, basati sui tornei stagionali e sulle festività, contribuiscono a migliorare l'estetica della città. Inizialmente, l’area dove è possibile costruire è piuttosto ridotta. È possibile, tuttavia, accrescerla attraverso apposite espansioni. Una volta utilizzato tutto lo spazio della città disponibile, non è più possibile costruire nuovi edifici, a meno che non si decida di demolire o archiviare quelli preesistenti, edificandoli al loro posto. Tuttavia esistono cinque Regioni aggiuntive. Si tratta di espansioni, che si sbloccano al livello 25, che costituiscono delle vere e proprie città a sé stanti (come se fossero delle frazioni della città principale, chiamata Capitale), ognuna con le proprie peculiarità. Queste estensioni di gioco forniscono nuovi terreni, edifici, materiali, valute, ecc.
Il giocatore inizialmente può solo costruire strade a due corsie. Non è possibile creare da subito strade di maggiore capacità, che devono invece essere gradualmente aggiornate, aumentando il loro numero di corsie per permettergli di gestire meglio il traffico. Inizialmente, al momento del lancio del gioco, erano disponibili solo strade a due, quattro e sei corsie; altri tre tipi di strade (viali, boulevards, eccetera) sono stati introdotti nell’aggiornamento Disastri.
Con l'aggiornamento disastri è stato reso possibile lanciare catastrofi (meteoriti, terremoti, ecc.) sulla città. Ogni disastro ha tre livelli che si possono sbloccare lanciando i disastri stessi. Attraverso di essi vengono distrutti alcuni edifici, tuttavia, con la loro ricostruzione, è possibile ottenere chiavi dorate.
Gli utenti diventano sindaci delle loro città e fanno delle scelte per mantenere felici i loro abitanti, in questo modo è possibile guadagnare tasse (Simleon) dal municipio. Tanto maggiore è il numero di persone che vivono nella città e tanto più sono felici, tanto più alti saranno gli introiti fiscali. Gli utenti che giocano online possono scambiare materiali, chattare e unirsi a club con altri giocatori. Inoltre è possibile anche creare un proprio club ed occupando il ruolo da Presidente, decidendo di modificare il simbolo, la lingua ufficiale, i requisiti, la descrizione del club creato.